# بنینگتون، هارتفوردشر
بنینگتون، هارتفوردشر (به انگلیسی: Benington, Hertfordshire) یک روستا و محله مدنی در بریتانیا است که در ایست هارتفوردشر واقع شده‌است. بنینگتون ۹۰۸ نفر جمعیت دارد.